# Roman om en forbrydelse
Roman om en forbrydelse er en serie på 10 krimier, som forfatterne Maj Sjöwall og Per Wahlöö skrev i årene 1965-75. I bøgerne følger man detektiven Martin Becks arbejde i samme periode, hvor han – først som kriminalassistent og senere som kommissær – i Rigsmordskommissonen (under det svenske rigspoliti) kaldes ud for at efterforske drab og bistå den lokale efterforskning i svenske politikredse.
Begge forfattere var marxister, og de blev de første, der via krimigenren promoverede et politisk budskab. Om budskabet siger Maj Sjöwall selv:
"Hver bog skulle foregå i det år, den udkom. Bøgerne skulle være aktuelle. Når vi havde ’Roman om en forbrydelse’ som samlende titel var det, fordi vi så alle bøgerne som ét værk på 300 kapitler. Vi afslørede ikke, hvad forbrydelsen bestod i, men vi anså selv forbrydelsen for at være socialdemokraternes forræderi mod arbejderklassen."
Forfatterne ønskede med deres bøger at vise, at den svenske velfærdsstat havde svigtet manden på gulvet. I bøgerne læser man, hvordan arbejderen kommer i fængsel og rådner op for et affektdrab, mens den rige svindler slipper væk til Schweiz med alle de penge, han som bolighaj har fået ud af de fattige, som ikke har råd til at bo andre steder end i hans dårlige ejendomme.

## Bøger i serien
1. Roseanna
2. Manden som gik op i røg
3. Manden på balkonen/Manden på altanen (udkommet i to forskellige oversættelser)
4. Endestation Mord/Den grinende strisser (udkommet i to forskellige oversættelser)
5. Brandbilen som forsvandt
6. Strisser, strisser
7. Den afskyelige mand
8. Det lukkede rum
9. Politimorderen
10. Terroristerne